# ویزای بی

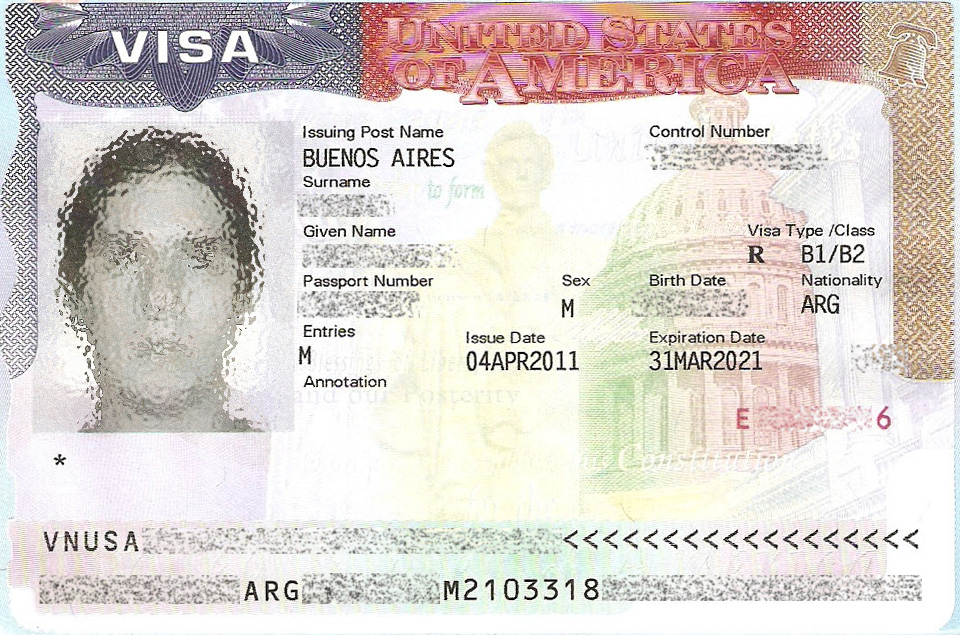
ویزای بی-۱/بی-۲ برای یک تبعه آرژانتین

ویزای بی (به انگلیسی: B visa) یکی از انواع ویزاهای غیرمهاجرتی است که توسط ایالات متحده برای اتباع خارجی که به دنبال ورود برای یک دوره موقت هستند صادر می‌شود. دو نوع ویزای بی وجود دارد. ویزای بی-۱ که برای کسانی که به دنبال ورود برای مقاصد تجاری هستند و ویزای بی-۲ برای کسانی که به دنبال ورود برای گردشگری یا سایر مقاصد غیر تجاری هستند صادر می‌شود. در عمل، دو دسته ویزا معمولاً با هم ترکیب می‌شوند و به‌عنوان ویزای بی-۱/بی-۲ صادر می‌شوند که برای یک بازدید موقت برای تجارت یا تفریح یا ترکیبی از این دو معتبر است. اتباع برخی از کشورها معمولاً برای این اهداف نیازی به دریافت ویزا ندارند.

## جستارهای وایسته
- ویزای اف
- ویزای جی ۱
- ویزای جی ۲